# Roberto Solórzano
Roberto Gerardo de Jesús Solórzano Sanabria (* 26. April 1945 in Alajuela; † 30. Januar 2022 in San Nicolás) war ein costa-ricanischer Judoka.

## Karriere
Roberto Solónzano vertrat Costa Rica als einziger Judoka bei den Olympischen Sommerspielen 1972 in München. In der Klasse bis 93 kg unterlag er in seinem Erstrundenkampf dem Österreicher Eduard Aellig.